# 錆

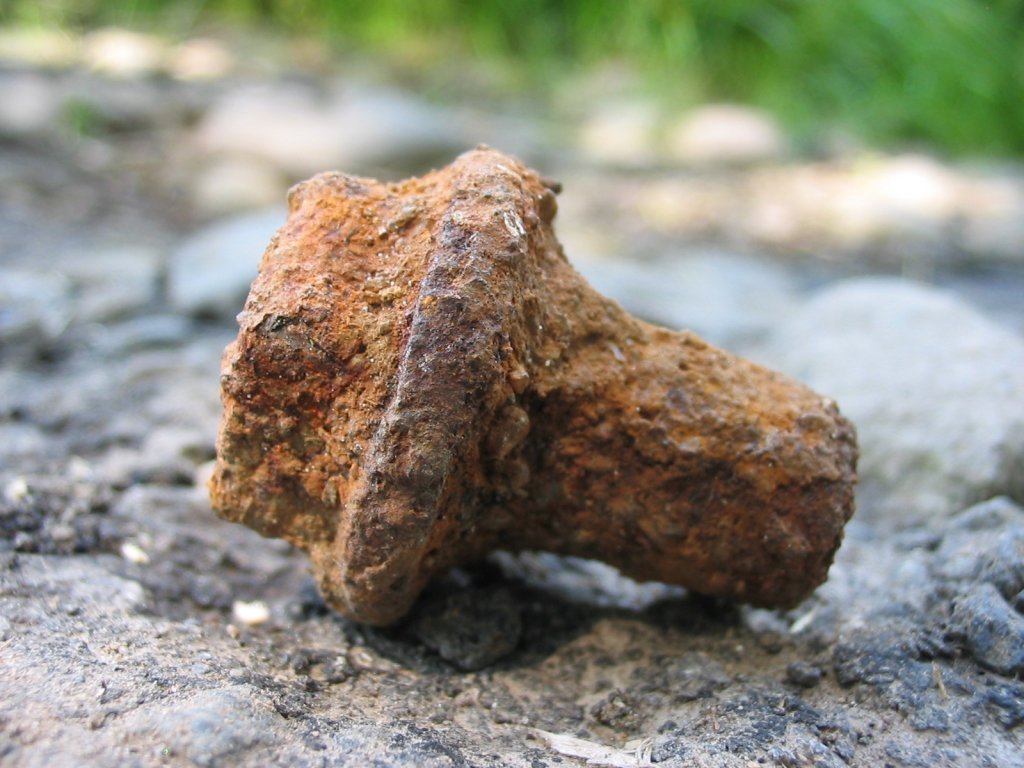
錆びたボルト／腐蝕の進行によって形体の崩壊が進んでいる。

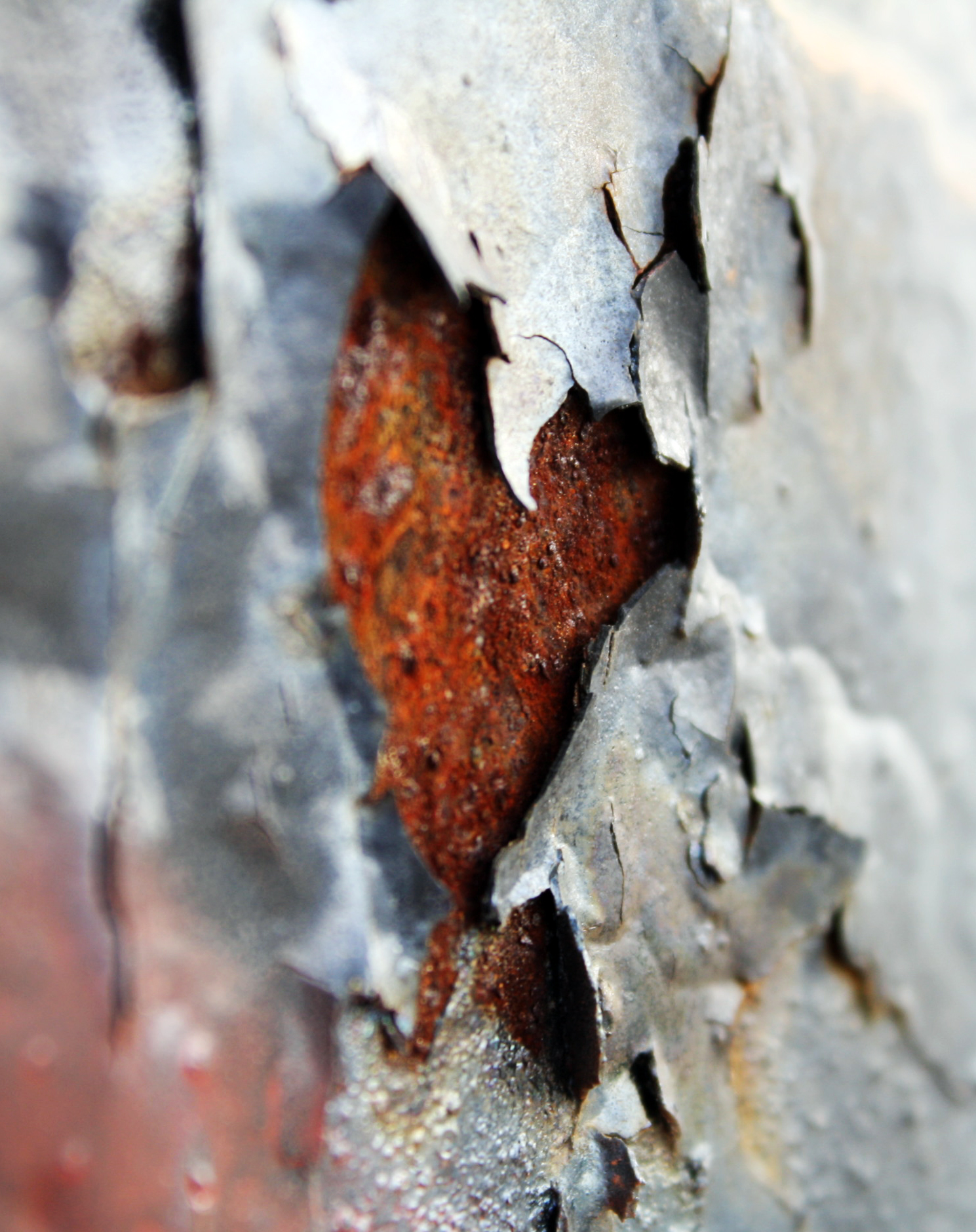
板金の表面に施された塗装が劣化して防錆効果が低下した結果、水が内側に浸入し、板金の表面に錆が発生。増大し続ける錆が塗装を剥がした。

錆（さび、銹、鏽）とは、金属の表面の不安定な金属原子が環境中の酸素や水分などと酸化還元反応（いわゆる「腐食」）を起こして生成される腐食物（酸化物や水酸化物や炭酸塩など）。英語では "rust（日本語音写形：ラスト）"。日本語の第2義その他については「#転義」以下を参照のこと。
鉄の赤錆・黒錆、銅の緑青、錫（すず）、アルミニウムの白錆など。

## 語
英語 "rust（日本語音写例：ラスト）" の語源は "red" と同根で、インド・ヨーロッパ祖語の語根 "h₁rewdʰ-（意：赤い）" から来ていると考えられている。当初は鉄の赤錆を指していたことがうかがわれるが、現代英語では鉄以外の錆を指す場合にも用いられる。

## 科学的定義
一般には「金は錆びない」、「銅の錆」とか「錆びにくいアルミニウム」というような金属全般の腐食生成物を錆と呼ぶが、腐食防食学の分野では、鉄や鉄合金の腐食生成物のうち、水に不溶のもののみを「錆」「鉄錆」と呼び、非鉄金属の場合は「腐食生成物」と呼ぶ。

## 鉄の錆

### 化学反応

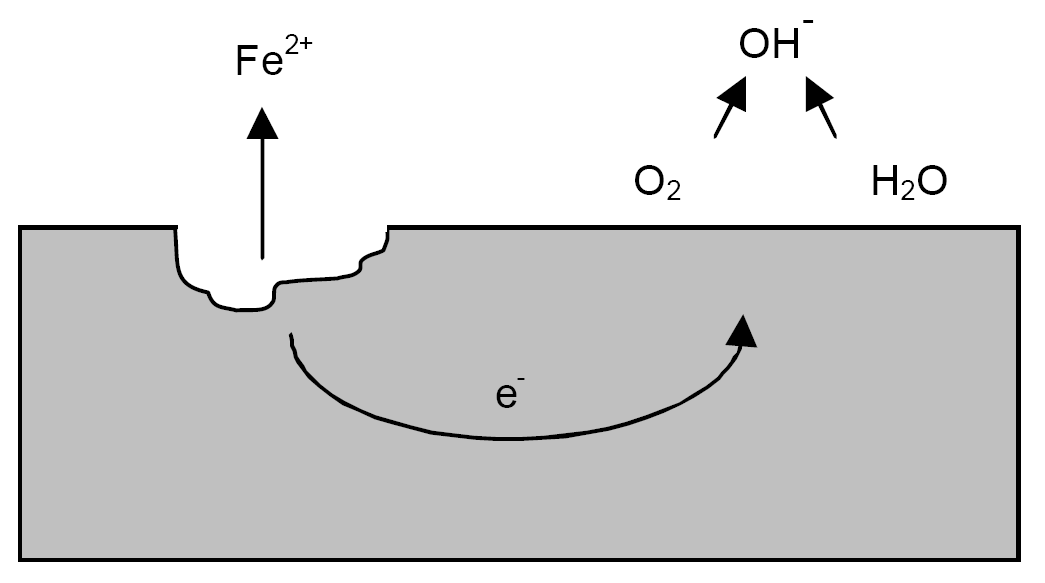
錆の進行するメカニズム

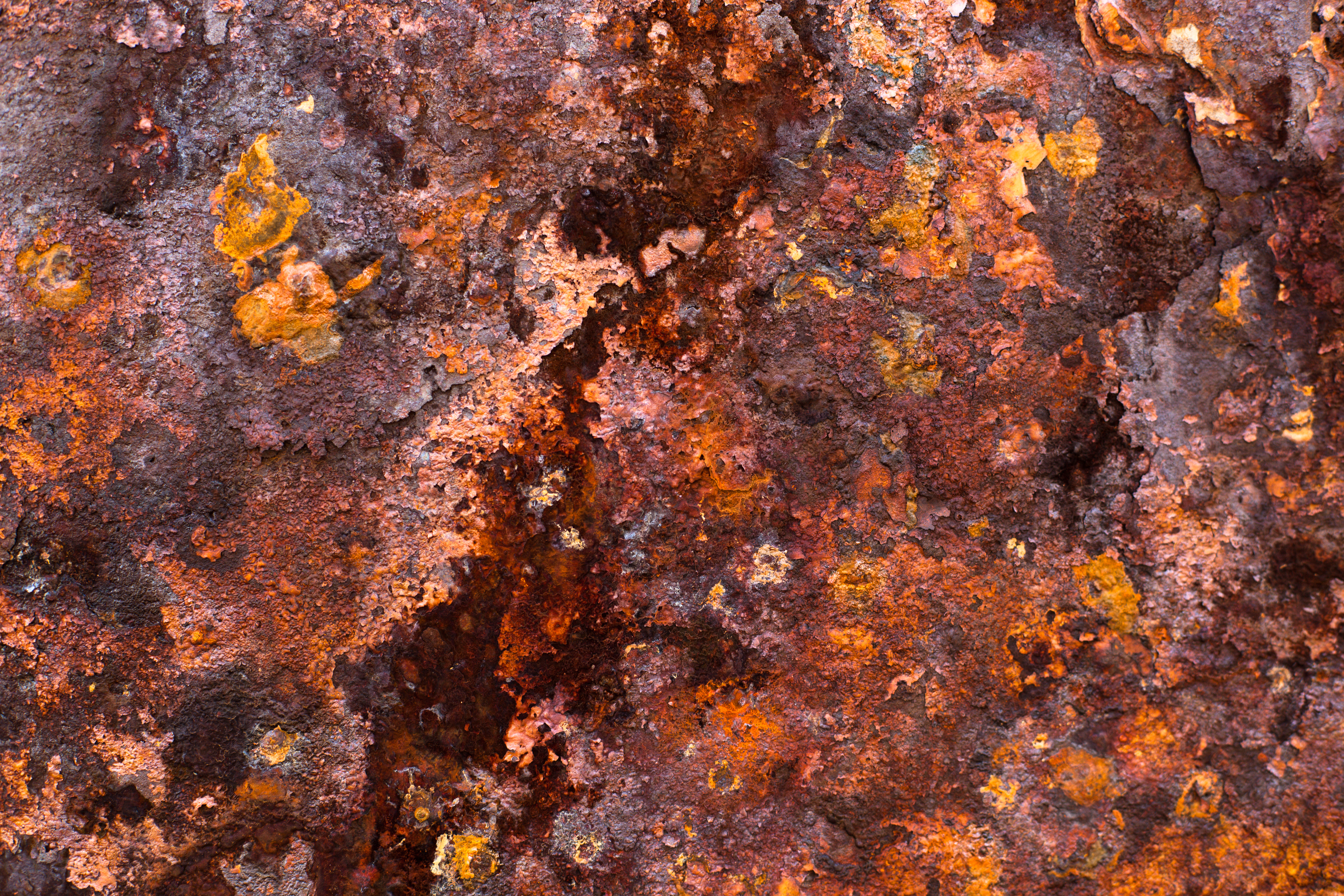
錆

#### 一般的な反応
錆は、酸化還元反応により鉄表面が電子を失ってイオン化し、鉄表面から脱落して行くことで進行する。電気化学的な反応なので、錆が発生するかどうかは電位と pH に依存する。生じたイオンは酸素により鉄酸化物（酸化鉄）、または水により含水酸化物（水酸化鉄やオキシ水酸化鉄）に変化して鉄表面に堆積する。ゆえに、酸素や水があるところに鉄を放置すると、錆を生じる。錆は自身が水分や汚れを留め、また、鉄鋼表面に凹凸が出来て反応面積が増大するため、一旦生じた錆は加速度的に進行する。
河川や海洋構造物のうち、最も錆びやすい部位は水面の部分である。大気と水が同時に存在する所だからである。
一般的には、下記のような過程で鉄の酸化物（主に鉄(III)）が生成する。e− は電子を表す。
- アノード部 : Fe → Fe2+ + 2 e−
- カソード部 : H2O + 1/2 O2 + 2e− → 2 OH−

これら2つの反応から、以下の反応が起こる。
- Fe2+ + 2 OH− → Fe(OH)2

そして、酸素により以下の反応が起こり、鉄(III) の含水酸化物が生成する。
- 4 Fe(OH)2 + O2 + x H2O → 2 (Fe2O3・x H2O) + 4 H2O

Fe2+ はまたそれ自体が空気酸化される。生成した Fe3+ は沈殿pHが低いため、容易に加水分解をおこし、やはり含水酸化物を生ずる。
- 2 Fe3+ + (x+3) H2O → (Fe2O3・x H2O) + 6 H+

これらの反応の生成物の多くは、オキシ水酸化鉄(III)類である。また、Fe2+ と Fe3+ の共沈により、四酸化三鉄 Fe3O4 が生じることもある。
「赤錆」と呼ばれる鉄錆は、水の存在下での鉄の自然酸化によって生じる、オキシ水酸化鉄(III) 等の（含水）酸化物粒子の疎な凝集膜であるとみなせる。したがって、通常の赤錆には下地の保護作用はなく、腐食はいつまでも進行する。一方、緻密な酸化物被膜ができれば、腐食に対する保護層として機能する。たとえば鉄を濃硝酸に浸すとその強力な酸化力によって表面には緻密な 酸化鉄(III) 層が生じ、腐食速度が低い 不動態と呼ばれる状態になる。不動態皮膜による防護作用を積極的に利用した鉄鋼として耐候性鋼がある。耐候性鋼は一般的な鉄鋼とは違い、無塗装で使える。ステンレス（ステンレススチール）も基本的に同様である。
一方、「黒錆」は主に 四酸化三鉄 からなる。水の存在下で上記のような反応で形成される黒錆層には保護効果は期待できないが、高温、酸素不十分の条件で鉄表面に人工的に形成した黒錆層は不動態層同様に緻密な皮膜となるため、防食法の一つとして有用である。

#### 塩化物イオンによる反応
塩化物イオン（Cl−）により、鉄の不動態皮膜は孔食と呼ばれる局部腐食作用を受ける。これによって錆が激しく進行し、やがては貫通してしまう。
これは二つの要因があり、Cl− 存在下ではCl− が配位することで鉄イオンが安定化され、鉄の酸化還元電位が卑な方向へ移動して酸化されやすくなることが一つ目である。また、Cl− の存在により酸化鉄の水への溶解度が上がるために不動態皮膜が破壊されて不動態皮膜による防食作用が無効になる、つまり、錆が取り除かれることにより余計に錆びる、ということが二つ目として挙げられる。

## 錆を誘引するもの

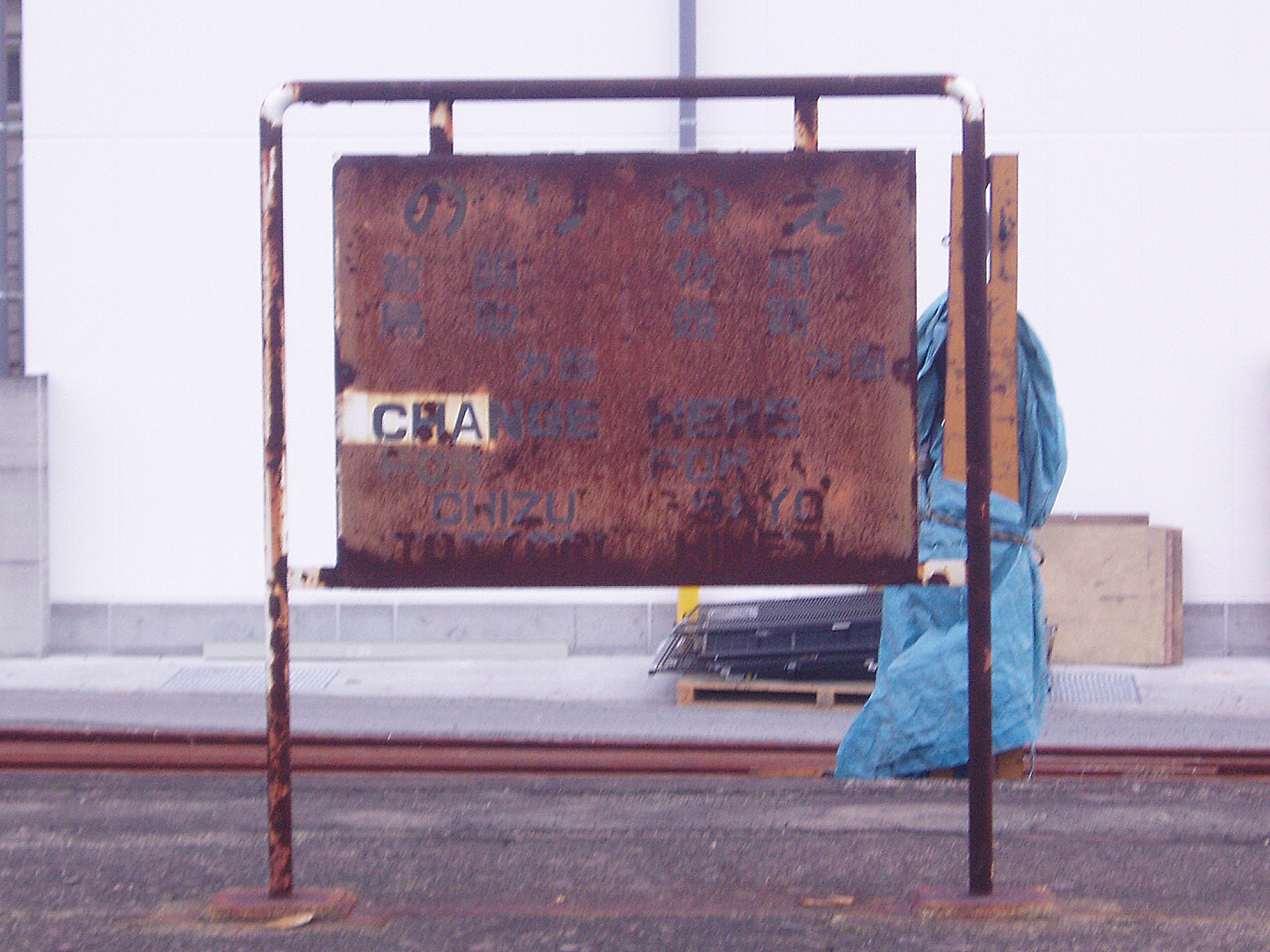
酷く錆びた看板

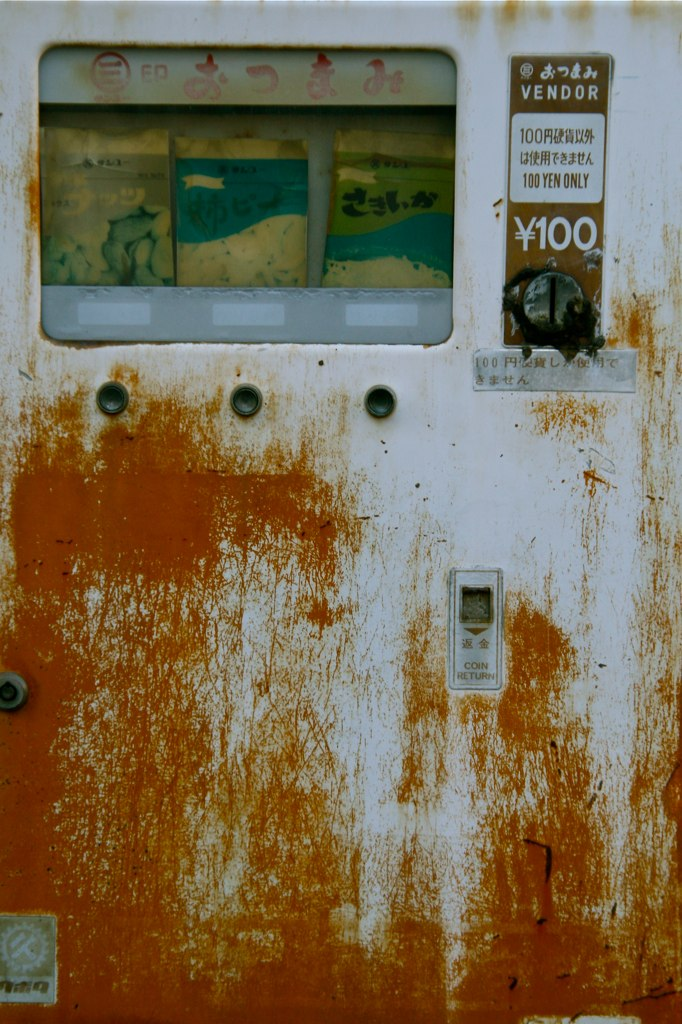
古びて錆の浮いた自動販売機

### 海水
海水は Cl− を含んでいる。海塩粒子は風で運ばれることがあるため、海に近い所では内陸部と比べて、鉄鋼の腐食速度が大きい。海岸部では耐候性鋼も無塗装では使えない。これを塩害と呼ぶ。

### 体液
汗や血液、尿などの体液もCl−を含むため、鉄鋼に錆を誘発する。このため、剥き出しの鉄鋼には極力素手で触らないこと、また、これらの体液が触れる用途では使用後によく手入れして取り除くことが重要である。

### 融雪剤
寒冷地では路面凍結を防ぐために、融雪剤を道路に散布する。融雪剤としては主に塩化カルシウム（CaCl2）が使われる。塩化カルシウムに含まれる Cl- により自動車や防護柵が錆びることがある。
自動車は主に鉄製であるため、適切な防錆処理が行われていないと容易に錆びる。技術革新による防錆鋼板の採用、リン酸亜鉛による下地処理、電着塗装などが普及したため、錆の発生が抑えられているものの、積雪地・寒冷地では融雪剤成分を含む泥や粉塵が溜まることによって、車外からは確認できない部分から錆が進行する。
また、構造上避けられない微細な隙間に融雪剤成分を含む水分が浸透し、走行振動によるストレスと内部から進行する腐食による相乗効果で肉痩せが起き、溶接部の剥離、シャシのき裂、リーフスプリングの折損など、車両に致命的なダメージを与えるケースもある。
このため、積雪地・厳冬地に於けるシャシやアンダーボディへの防錆塗料の塗布は一般的に見られるものの 、施工する塗料の性質、施工者の技量、塗装の環境などによっては、塗料メーカーの意図する防錆性能が発揮できないこともある。

## 錆の名をもつ事象
- 錆色（さびいろ） ■ sRGB : #552C23 [11]

日本伝統の色名の一つ。日本産業規格 (JIS) の色彩規格では「暗い灰みの黄赤」としている。一般に、鉄錆のような赤茶色のこと。
- rust（ラスト） ■

英語圏の色名の一つ。英語で「錆」を意味する語 "rust" の別義の一つ。日本語の「錆色」とおおよそ同じとされる。
- rusty（ラスティー/ラスティ）

錆色を意する rust からの派生語で、英語圏の様々なものの愛称に用いられている。
- 錆浅葱（さびあさぎ） ■ sRGB : #4A807B [13]

日本伝統の色名の一つ。JISの色彩規格では「灰みの青緑」としている。一般に、くすんで淡い色調の青緑のこと。この場合の「錆」は本来の色合いを灰みにくすませた色の形容として用いている。したがって、江戸時代に流行した浅葱色のバリエーションと考えられる。
- 錆納戸（さびなんど） ■ sRGB : #074D59 [15]

日本伝統の色名の一つ。ややくすんだ薄い紺色。わずかに緑みがかっている。この場合の「錆」は本来の色合いを灰みにくすませた色の形容として用いている。したがって、江戸時代に流行した納戸色のバリエーションと考えられる。
また、謙譲語「御」を差し挟んた色名「錆御納戸（さびおなんど）」もある。
- 藍錆（あいさび） ■ sRGB : #424A76 [17]

「藍錆色」ともいう。日本伝統の色名の一つ。染色の一つ。藍色が少し赤みを帯びた色。また、その色に染めた織物。薩摩国から産出する上布絣（じょうふがすり）はこの色を用いた。
- 錆漆（さびうるし）

水で練った砥粉/砥の粉（とのこ）に生漆（きうるし）を混ぜたもの。漆塗りの下地のほか、絵模様の輪郭を描いたり、肉を盛り上げたりするのに用いる。略して「錆（さび）」ともいう。
- 錆絵（さびえ）

錆漆で絵や模様を描くこと。また、その絵や模様。赤・青などの顔料を加えることもある。
- 錆刀（さびがたな）

1. 刃の錆びた刀。役に立たない刀剣。「錆鰯（さびいわし）」「赤鰯（あかいわし）」ともいう。古典における文例：類題和歌集『新撰六帖（新撰六帖題和歌）』（1244年頃成立）巻5「大和歌の腰はなれたるさひ刀さも世にたたすきらもなき哉」（藤原信実）
2. 役に立たない人をののしっていう語。
- サビキン目

菌界担子菌門の目の一つで、サビキン（錆菌、銹菌）と総称される植物病原菌のタクソン（分類群）である。外見が錆のような病変を植物に発生させる。英語名は "Rust" (en)。
- ムネアカオタテドリ（胸赤尾立鳥、学名：Liosceles thoracicus、英名：Rusty-belted tapaculo）

英語名が錆あるいは錆色と関係しており、その名は「錆色の帯（ラスティーベルト）のタパキュロ」を意味する。「タパキュロ」はこの種が属するオタテドリ（尾立鳥）のこと。
- サビイロネコ（錆色猫、学名：Prionailurus rubiginosus、英名：Rusty-spotted Cat）

ネコ科ベンガルヤマネコ属に分類される食肉類の1種。和名も英語名も錆に由来する。
- 錆猫（さびねこ）

黒・茶の毛が斑（まだら）に入り混じった模様の猫。三毛猫と同じく、雄はほとんどいない。英語では "tortoiseshell cat"、あるいは、略して "tortoiseshell" という。これは「鼈甲（べっこう）」を意する "tortoiseshell" と「猫」を意する "cat" の合成語。三毛猫と違って白い部分が無いかほとんど無いことが英語では注目されており、白が必ず入る三毛猫（主な英語名は calico cat）は "tortoiseshell and white cat" と表現して錆猫と区別する。
- 錆鮎（さびあゆ）

秋の産卵期の鮎（あゆ）。背に鉄錆のような淡い斑紋を生じる。落鮎/落ち鮎。「錆鮎」は秋の季語（三秋の季語）で、落鮎（おちあゆ）の子季語の一つ。
- 錆竹（さびだけ）

立ち枯れて表皮に錆のような斑点を生じた竹。真竹（まだけ）や淡竹（はちく）に多い。
また、硫酸で焼いて錆竹のような色をつけた竹。風致があるので、書院窓、茶室の下地窓（したじまど）、竿縁（さおぶち）、濡縁（ぬれえん）などに用いる。

## 転義
日本語「さび（錆、銹、鏽）」は、第2義として、「我が身にもたらされる悪い結果」を意味する。これは、第1義の化学的現象を、事象を表す語として転義させたもので、以下の派生語も生み出している。
- 身から出た錆（みからでたさび。cf. wikt）

諺。自分の犯した悪行の結果として自分自身が苦しむこと。自分の行為の報いとして禍災を被ること。「自業自得」と同義。
刀の錆が刀身そのものから生じて刀身を腐らせることに由来する。
古典における文例：月舟寿桂の抄『三体詩幻雲抄』（1527年）より。「初から花の落と云恨もあるまいが（...略...）桃花が我と我身から出たるさひぢゃほどに人をも恨みごともないぞ」
- 刀の錆（かたなのさび）

1. 刀に生じる錆。また、付着した血が錆の原因になるところから、刀で斬り殺すことや斬り殺されることをも指す。用例：武士A「刀の錆にしてくれよう」
2. 「刀汚/刀汚し2」のこと。
- 刀汚/刀汚し（かたなよごし）

1. 帯刀する価値の無い者が刀を差して、却って刀を辱めること。
2. 切る価値の無いものを切って刀を汚すこと。刀で切るほどの価値も無いもの。刀のけがれ。刀の錆。古典の文例：「刀汚（かたなよごし）の蠅侍（はへざむらひ）」（浄瑠璃『信州川中島』）

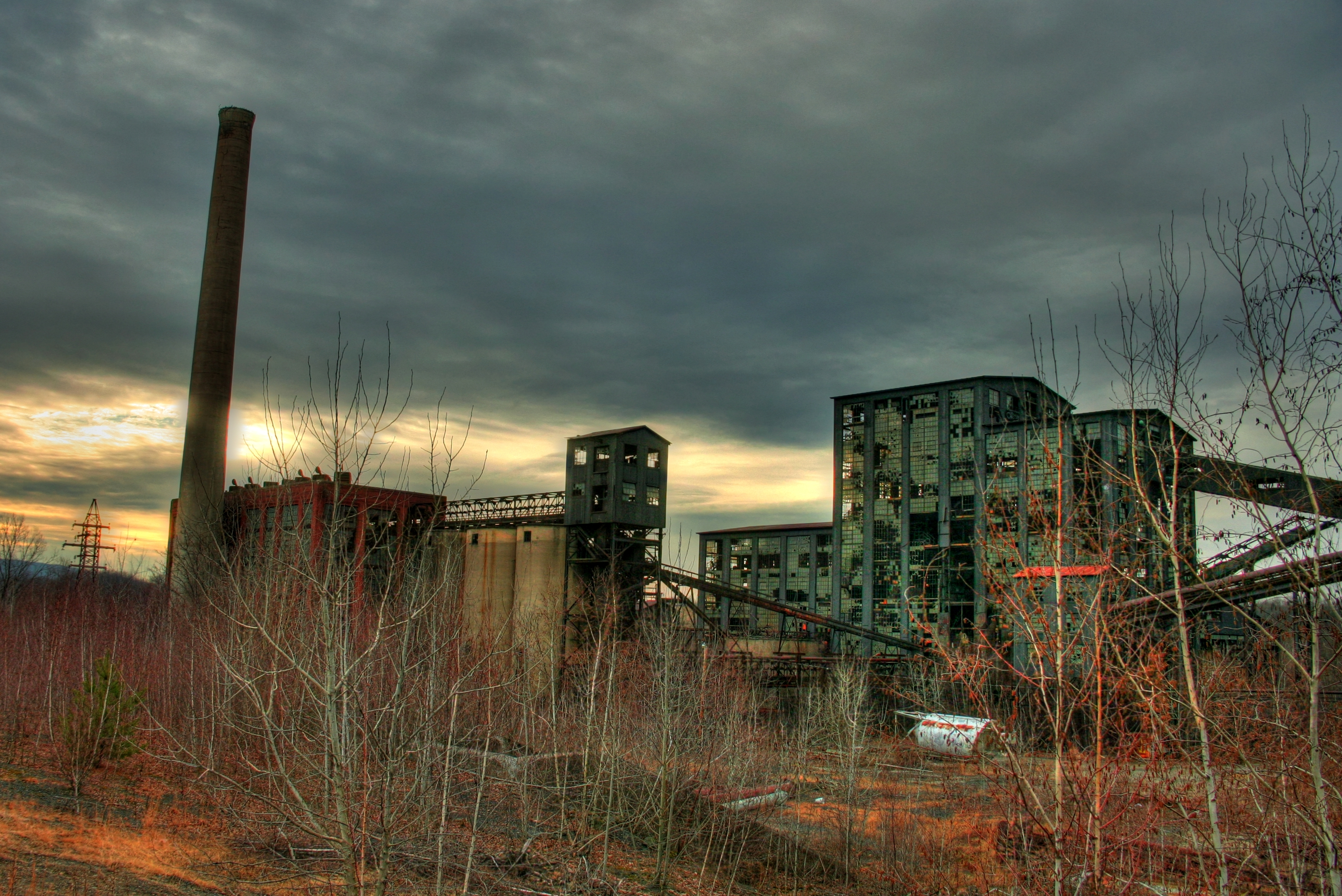
フーバーブレーカーは巨大な石炭ブレーカーで、米国ペンシルバニア州ルザーン郡アシュリー区 (en) にあるランドマークであったが、ラストベルトを象徴する廃墟と化した。

- 地金の錆（じがねのさび）

生まれつき持っている悪い癖。
英語 "rust" にも同様の転義がある。
- the Rust Belt/Rust Belt（ラストベルト[40][41]。cf. wikt:en）

固有名詞。語構成における意味は「錆びついた地帯」で、アメリカ合衆国の特定地域を指す。日本語では「斜陽化工業地帯」「赤錆地帯」ともいう。
- rust-belt, rustbelt（ラストベルト。cf. wikt:en）

上記の固有名詞を語源に派生した普通名詞。

## 略語
- 日本語「さび（錆）」は、「錆漆（さびうるし）」の略語でもある[1][19]。

## 同根語
- 日本語「さぶ（錆ぶ、銹ぶ）」は、「さびる（錆びる）」の文語形。
- 日本語「さび」は、「侘び寂び（わびさび）」の「さび（寂び）」と同根である[1]。